# Avatar: Frontiers of Pandora
Avatar: Frontiers of Pandora je akční adventura vyvinutá studiem Massive Entertainment, kterou vydala společnost Ubisoft. Hra je inspirována filmem Jamese Camerona Avatar. Hra vyšla 7. prosince 2023 pro PlayStation 5, Windows a Xbox Series X/S.

## Děj
Hráči se z pohledu první osoby ujímají ovládání postavy Na'vi. Na'vi byla vychována a vycvičena jako vojačka Agenturou pro rozvoj zdrojů (RDA). Později byla uvedena do umělého spánku a po patnácti letech se probudila v opuštěném zařízení. Hráč se musí vydat na cestu napříč Západním pohraničím, dosud neviděnou oblastí Pandory, objevit svůj původ a sjednotit místní kmeny k boji proti RDA, která se snaží využívat přírodní zdroje Západního pohraničí. Příběh hry je částečně propojen s filmy, ale zároveň zůstává samostatný.

## Vývoj
Hra byla oznámena v březnu 2017, kdy Massive oznámilo, že jejich další velký titul bude založen na filmu Avatar. V hovoru s investory v roce 2021 bylo odhaleno, že hra má předběžně vyjít ve fiskálním roce 2022–2023 (duben 2022 až březen 2023). Hra dostala název Avatar: Frontiers of Pandora, na E3 2021 byl představen trailer a její vydání bylo oznámeno na rok 2022.
Hra byla v červenci 2022 odložena z původního termínu vydání v roce 2022 na fiskální rok 2023–2024 (duben 2023 až březen 2024). Během videoprezentace Ubisoft Forward June 2023 bylo odhaleno konečné datum vydání 7. prosince 2023.